# ミルヤ・ヒエタミエス
ミルヤ・ヒエタミエス（Mirja Kyllikki Hietamies-Eteläpää、1931年1月7日 - 2013年3月14日）はフィンランド、キュミ州レミ出身で1950年代に国際大会で活躍した元クロスカントリースキー選手。

## プロフィール
1951年のホルメンコーレンスキー大会10kmで2位となり注目を受けると翌1952年オスロオリンピックでは10kmで銀メダルを獲得した。
1954年ノルディックスキー世界選手権ではリレーで銀メダル、10kmで銅メダルを獲得、1956年コルチナ・ダンペッツオオリンピックでは10km6位、リレーで金メダルを獲得した。
現役引退後1965年から1967年にかけてフィンランドスキー連盟の委員を務めた。